# ثعوب (حزم العدين)

تعديل مصدري - تعديل

ثعوب محلة تابعة لقرية الجنيد، التابعة لعزلة يريس بمديرية حزم العدين إحدى مديريات محافظة إب في الجمهورية اليمنية، بلغ تعداد سكانها 127 حسب تعداد اليمن لعام 2004.